# Solutionismus
Solutionismus (abgeleitet von englisch „Solution“ für Lösung bzw. Lösungskonzepte und mit dem Suffix -ismus erweitert) bezeichnet die Ideologie der Weltverbesserung durch Big Data. Demnach lassen sich alle Probleme auf der Welt lösen, wenn man ausreichend viele Daten einem Algorithmus übergibt, der daraus die beste Lösung errechnet.

## Vorreiter und Befürworter
Silicon Valley als  IT- und Hightech-Industriezentrum der Welt, geprägt von der Kalifornischen Ideologie gilt als treibende Kraft hinter Solutionismus. Hier nimmt Google als größter Datensammler und Verwerter eine führende Rolle ein. Unter dem Titel „Google will den Staat neu programmieren“ erschien in der Frankfurter Allgemeine Zeitung ein Artikel von Adrian Lobe. Darin heißt es: „Arbeitslosigkeit ist Google zufolge kein gesellschaftliches Problem, sondern ein betrieblicher Malus, der mit ein paar technischen Handgriffen behoben werden kann. Staaten sind für Google überkommene Konstruktionen, die mit der richtigen Software programmiert werden müssten …“
In einigen smarten Städten ist der Internetkonzern Google bereits in politischen Entscheidungsfindungen eingebunden: Googles Algorithmen entscheiden, welche Informationen den Regierungsvertretern als Grundlage ihrer Entscheidungen dienen. Zum Beispiel, wo benötigt man mehr Polizisten, und wo sollen sie patrouillieren?
Peter Hermann sieht den Solutionismus als antagonistischen Gegenpol zur Stückwerk-Technik von Karl Popper.

## Ausschluss des Scheiterns
Die Definition der Solutionismus schließt das Scheitern dieser Ideologie automatisch aus. Falls eine Lösung des Algorithmus nicht als der beste Weg erscheint, dann gab es nicht genügend Daten für eine bessere Lösung, oder der Mensch ist nicht in der Lage den wahren Nutzen zu erkennen.

## Kritik
Diese Ideologie hat auch viele Kritiker. Dazu gehört der Medienforscher und Publizist Evgeny Morozov. In seinem Buch „To Save Everything, Click Here“ beschreibt er analytisch, warum der Glaube, mehr Daten führten zu mehr Transparenz und Effizienz, gefährlich ist.
„Solutionism – die Tendenz Probleme lösen zu wollen, ohne wirklich zu hinterfragen was sie denn eigentlich problematisch macht – ist laut Evgeny Morozov ein wichtiger Grund dafür, dass der Überwachungsskandal nicht kritisch genug thematisiert wird.“  erzählt er in einem Interview der Bundeszentrale für politische Bildung.
Eduard Kaeser schreibt dazu in der Neuen Zürcher Zeitung: „Solutionismus heisst Vertauschung von Problem und Lösung: Früher hatte man ein Problem, und man löste es mit einer technischen Erfindung; nun hat man eine technische Erfindung, und man preist sie als Lösung für Probleme an, von denen man noch gar nicht weiss, welcher Art und Komplexität sie sind.“
Michael Dobbins schreibt: „Solutionismus: es geht mehr um die Definition von Probleme als um die Lösung – und die Antwort wird erteilt, bevor die Frage zu Ende formuliert ist.“
Mit Programmen wie Government Innovation Lab liefert Google das Betriebssystem für die Politik. Das könnte die Legitimationsgrundlage der Demokratie verändern. Wenn Google die Politik neu kodiert, werden Grundrechte wie das Recht auf Privatsphäre erodieren.